# Єрмиш
Єрмиш (рос. Ермишь) - селище міського типу, адміністративний центр Єрмишинського району Рязанської області. Раніше носило назви - Аносово, Архангельське, Єрмишевський завод.

## Географія
Розташований на березі річки Єрмиш (притока Мокши), за 245 км на схід від Рязані, за 65 км на північний схід від залізничної станції Сасово на лінії Рязань - Розівка. Автобусним сполученням селище пов'язаний з Сасово та Рязанню. Раніше в селищі функціонував аеропорт.

## Історія
Єрмиш веде свою історію від села Аносово, названого на прізвище дворян Аносових, на чиїх землях воно виникло на початку XVII століття. В XVIII столітті село стає центром Єрмишинської волості і перейменовується в Єрмиш.
Перша згадка про село Аносово відноситься до 1617 році. В 2017 году Ермиши исполнилось 400 лет.
У 1755 році за рішенням Берг-колегії тут було розпочато будівництво чавуноплавильного заводу, який проіснував до 1882 року. У 1890 році в селі  було 695 дворів з чисельністю 5786 чоловік.
Статус селище міського типу присвоєно в 1960 році.

## Інфраструктура
В Єрмиші діють центр дитячої та юнацької творчості, дитячо-юнацька спортивна та музична школи, будинок культури, бібліотека. Видається газета «Єрмишинський вісник».
В межах селища знаходиться пам'ятник природи - Єрмишинський ставок.